# Jacob l'hérétique
Jacob de Sakhnin (hébreu : יעקב איש כפר סכניא Yaaqov ish Kefar Sikhania) est un personnage de la littérature rabbinique classique. Disciple de Jésus ben Pandera, il rapporte ses enseignements et effectue des guérisons en son nom, suscitant des réactions de rejet de plus en plus fortes de la part des rabbins. S’il est impossible de le classer comme nazôréen, ébionite ou elkasaïte voire toute autre appartenance judéo-chrétienne, il semble bien établi qu’il représente dans la littérature talmudique et midrashique le missionnaire du christianisme naissant, hétérodoxe aux yeux d’un judaïsme rabbinique lui-même en voie d’affirmation.

## Jacob le disciple de Jésus ben Panthera dans la littérature rabbinique
Jacob apparaît au détour d’une exposition d’un point de loi dans la Tossefta Houlin qui traite de l’abattage rituel : après avoir abordé le sujet particulier de l’hérésie chez les abatteurs juifs qui immolent la bête « au nom du soleil, de la lune, des étoiles, des astres, de Michaël l’officier de la grande armée etc. » et rappelé qu’il est permis de tirer profit de la viande abattue par un idolâtre mais interdit d’en faire de même avec la viande abattue par un hérétique, la tossefta énumère les diverses mesures d’exclusion qu’ont promulguées les rabbins à leur encontre : 

« 21. [outre l’interdiction de partager avec eux viande, pain ou vin,] on ne leur vend pas, on n’achète pas d’eux, on n’a pas commerce avec eux, on n’enseigne pas à leurs fils, et on ne recourt pas à leur aide (litt. « on ne se traite pas chez eux »), que ce soit pour des problèmes financiers ou de santé.
22. Il arriva que Rabbi Eléazar ben Dama, fils de la sœur de Rabbi Ishmaël, fut mordu par un serpent. Jacob du village de Sama vint pour le guérir au nom de Yeshoua ben Panthera et Rabbi Ishmaël ne le laissa pas faire. Il lui dit : "Tu n’en as pas le droit, Ben Dama". Il [Rabbi Eléazar] lui dit: "je vais t’apporter une preuve qu’il peut me guérir" [mais] il n’eut pas le temps d’apporter la preuve qu’il mourut.

23. Rabbi Ishmaël déclara: "Heureux es-tu, Ben Dama, car tu es sorti en paix de ce monde, et tu n’as pas traversé la barrière des sages car quiconque fait une brèche dans la barrière des sages est destiné à finir mal, ainsi qu’il est dit (Ecclésiaste 10:8) "celui qui traverse une barrière, le serpent le mord".
24. Il arriva que Rabbi Eliézer fut arrêté pour des paroles d’hérésie (minout) et fut conduit au tribunal pour y être jugé. Le gouverneur lui dit : "Un ancien comme toi s’occupe de ces choses ?" Il lui répondit : "J’ai confiance en celui qui me juge". Le gouverneur pensa que Rabbi Eliezer avait dit cela pour lui, alors que Rabbi Eliezer n’avait pensé qu’à son Père céleste. Le gouverneur lui dit : "Comme tu as cru en moi – car je disais, est-il possible que ces Anciens se trompent dans ces futilités ? – Dimus, tu es acquitté." Lorsque Rabbi Eliézer fut acquitté de l’estrade [du tribunal], il s’affligea d’avoir été arrêté pour des paroles d’hérésie (minout). Ses disciples vinrent à lui pour le consoler mais il n’accepta [aucune consolation]. Entra Rabbi Akiva qui lui dit : "Maître, je voudrais te dire quelque chose et peut-être ne t’affligeras-tu plus ». Il lui dit : « Parle ». Il [Rabbi Akiva] lui dit : « Peut-être un des minim t’a-t-il dit une parole d’hérésie (minout) qui t’a procuré du plaisir ?" Il lui dit : "Tu m’as rappelé qu’un jour, je me promenais sur la route de Sepphoris et j’y trouvai Jacob du village de Sakhnin ; il m’a dit une parole d’hérésie (minout)  au nom de Yeshoua ben Panthiri, elle m’a plu et [à cause de cela,] j’ai été arrêté pour des paroles d’hérésie (minout) car j’ai transgressé l’Écriture [ainsi qu’il est dit] (Proverbes 5:8 & 7:26) : « Éloigne tes pas de cette étrangère, ne t’approche pas de l’entrée de sa maison » , « car nombreuses sont les victimes dont elle a causé la chute etc. »" En effet, Rabbi Eliézer [avait coutume de dire] : " Que toujours l’homme fuie la laideur et ce qui ressemble à la laideur ".
— Tossefta Houllin, 2:21-24, édition Zuckermandl, p. 503 »

### Le guérisseur qui fait mourir
La tradition rapportée dans en T. ’Houllin 2:22-23 interpelle à plus d’un égard : Rabbi Ishmaël qui est connu pour s’être opposé au principe de Yèhareg vèal yaavor — en vertu duquel il vaut mieux mourir en sanctifiant le nom divin que perpétrer un meurtre, un viol ou un culte idolâtre pour avoir la vie sauve —, adopte ici une position plus sévère alors qu’il considère selon une autre tradition Rabbi Eléazar ben Dama comme son fils. Elle connaît plusieurs développements dans le Talmud de Jérusalem ainsi que dans le Talmud de Babylone (Avoda Zara 27b).
Le nom du village d’où vient Jacob, Sama ou Samaï, pourrait être un jeu de mots sur son activité thérapeutique, sama désignant en judéo-araméen une drogue médicinale ; la mention de Sakhnin en T.B. Avoda Zara 27b permet également de soupçonner une erreur de copiste qui aurait amalgamé les khaf et noun (כנ) de Sekhania pour y lire un mem (מ) (une erreur du même type se trouverait en T.B. Guittin 57a, où Kefar Sikhnaya shel Misraïm כפר סכניה של מצרים « le village de Sikhanya d’Égypte », devrait se lire Kefar Sikhnaya shel Notsrim כפר סכניה של נוצרים « le village de Sikhanya des Nazôréens », nom du mouvement regroupant les premiers adeptes de Jésus). Il est également possible que Jacob ait officié au nom de son maître dans les deux villages, Sama comptant parmi les cités « englouties » qui, bien que situées sur le territoire de l’ancien pays de Canaan, ne doivent plus être considérées comme « Terre d'Israël » mais comme terre païenne, peut-être en raison de la forte présence de chrétiens d’origine juive qui pratiquent une halakhah différente de celle des pharisiens, notamment en matière de divorce. Il est enfin envisageable que deux Jacob aient été rassemblés puis confondus dans un même enseignement pour être entrés en conflit avec les Sages, de même qu’Ecclésiaste Rabba 6:27 associe dans un même passage Jacob de Kefar Sikhanya avec Jacob de Kefar Nabouriya.

## Jacob lemin
L'historicité de ces passages peut difficilement être mise en doute. Nombre d'auteurs, dont Robert Eisenman identifient Jacob de Kefar Sikhnaya (ou Kfar Sikhnaya) à Jacques le Juste,. Eliezer ben Hyrcanos, est un élève de rabbi Yoḥanan ben Zakkaï (mort ca. 80-85), il aurait donc pu connaître Jacques « frère du Seigneur » (mort en 61-62), « puisqu'il était encore jeune lors de la révolte de 66-73. » Sa comparution devant la justice romaine pourrait s'être déroulée sous le règne de Trajan ou lors de la répression ayant eu lieu sous Domitien (vers 95). Toutefois Simon Claude Mimouni, tout comme François Blanchetière, estiment qu'on « doit se résoudre à le laisser dans un certain anonymat » car « l'identifier à « Jacques frère du Seigneur » est sans doute trop déduire de prémices imprécises. »
Jacob de Kfar Sikhnaya est tour à tour présenté comme guérisseur et comme un polémiste « dans un cas comme dans l'autre, il ne fait que se conduire comme un missionnaire chrétien utilisant toutes ses capacités. » Le fait que Jésus a donné autorité à ses disciples pour soigner les maladies et que ses premiers disciples ont guéri des malades en son nom est bien connu.
« D'un point de vue doctrinal, le personnage de Jacob de Kefar Sikhnaya ne se laisse pas cerner, si ce n'est que c'est un guérisseur et un missionnaire qui agit au nom de Jésus de Nazareth. Il est impossible de le classer plus précisément comme nazôréen, ébionite ou elkasaïte ou autre. » « Il a vécu à une époque où ces catégories ne sont pas encore tellement signifiantes aux yeux des pharisiens/tannaïtes. »

## Les relations entreminpartisans de Jésus et le judaïsme tanaïtique
Il semble que ces récits, qui mettent en scène Jacob avec des rabbis importants, existent « pour justifier l'interdiction d'entretenir des relations avec les chrétiens d'origine juive. » Selon Simon Claude Mimouni, « les mesures halakhiques attribuées à rabbi Ishmaël et rabbi Eliézer sont lourdes de conséquences car elles empêchent toute relation entre chrétiens et pharisiens/tannaïtes, même dans un cas aussi grave que la maladie mortelle. »
On trouve un autre exemple qui va dans le même sens dans le Talmud de Babylone (Shabbat 116a), où Gamaliel II « vers la fin du Ier siècle, raille un juge chrétien d'origine juive afin d'éviter que le peuple ait recours à ses services. »
La reprise de la figure de Jacob le Min, contemporain de la fin du Ier et du début du IIe siècle, dans des écrits datables du IIIe et du IVe siècle « prouve que les relations entre chrétiens et rabbanites perdurent même si elles sont de plus en plus tendues. »

## Les différents passages
Jacob est mentionné plusieurs fois dans le Talmud, toutefois ces mentions se résument à l'exposé, avec des variantes, de deux situations édifiantes déclinées dans un certain nombre de passages parallèles.

### Récit sur rabbi Elazar ben Dama et Jacob de Kefar Sikhnaya
Ce récit est principalement rapporté par la Tosefta Houllin II, 24, mais aussi par les passages parallèles du traité Aboda Zara 27b du Talmud de Babylone et dans les Qohelet Rabba 1, 8, 3. Les passages rapportant une situation identique de TJ Shabbat XIV, 4, 14d-15a et TJ Aboda Zara II, 2, 40d-41a, sont aussi à considérer. Dans ces trois passages datant du IIIe siècle et se déroulant en Palestine, la réaction de rabbi Joshua ben Levi (en) est tout autre puisqu'il laisse « un de ceux de ben Pandira » soigner son fils.
Mis à part Jacob de Kefar Sikhnaya, « les personnages qui s'affrontent dans ces passages parallèles sont assez connus: rabbi Elazar ben Dama est le neveu de rabbi Ishmaël, un contemporain de rabbi Aqiba. » Dans ce récit, rabbi Ishmaël en empêchant la guérison de rabbi Elazar ben Dama par un min adepte de Jésus crée un précédent, lequel est censé avoir force de loi par la suite. Pour Simon Claude Mimouni, cet interdit au recours d'un guérisseur chrétien même en cas de danger de mort est notable, « quand on sait qu'il est permis dans certaines circonstances extrêmes de transgresser des commandements. » Certains sages ont en effet décidé qu'en trois occasions — l’idolâtrie, l'inceste ou l'adultère et le meurtre — il faut se laisser tuer plutôt que de transgresser un commandement. Rabbi Ishmaël, qui apparaît si intransigeant ici, est justement connu pour s'être opposé à cette disposition, en s'appuyant sur Lévitique 18, 5, qui indique qu'il faut vivre grâce à l'Écriture, il en prend argument pour dire qu'il ne faut donc pas aller jusqu'à en mourir.
« Apparemment, si rabbi Ishmaël refuse ici à son neveu le recours à un guérisseur chrétien, c'est qu'il craint que la guérison soit consécutive à l'invocation du nom de Jésus de Nazareth et que par la suite rabbi Elazar ben Dama perde non pas son corps, mais son âme » ; « façon de renvoyer à la pratique des apôtres faisant couramment référence au nom de Jésus leur maître,. » « Rabbi Ishmaël paraît avoir durci sa position à l'égard de l'altérité non pharisienne/tannaïtes, sans doute à cause de la deuxième révolte (ou de la troisième avec la Guerre de Kitos) contre Rome de 132-135 et de ses conséquences. »

### Récit sur rabbi Eliézer ben Hyrcanos et Jacob de Kefar Sikhnaya
Ce récit est principalement rapporté par la Tosefta Houllin II, 24, mais aussi par les passages parallèles du traité Aboda Zara 16b-17a du Talmud de Babylone et dans les Qohelet Rabba 1, 8, 3.
Rabbi Eliézer ben Hyrcanos « est un personnage très connu dans la littérature rabbinique, notamment pour son rigorisme qui le rattache à l'école de Shammaï. Cependant, lors de sa rencontre avec Jacob de Kefar Sikhnaya à Sepphoris, il s'autorise à discuter avec lui et à accepter une de ses halakhah. » Dans les faits relatés, il est question d'une répression contre les chrétiens par les autorités romaines dont la datation est difficile à préciser. Rabbi Eliézer est arrêté et conduit devant le gouverneur romain pour y être jugé, à cause de propos qualifiés « d'hérétiques » par les écrits rabbiniques. « Certains critiques considèrent que la comparution de rabbi Eliézer pourrait dater du règne de Trajan. » D'autres critiques préfèrent situer cet épisode vers 95, lors de la répression qui a eu lieu sous le règne de Domitien. Quelle que soit la datation de ces faits, ils témoignent d'une évolution certaine dans les rapports entre chrétiens et pharisiens/tannaïtes, clairement proscrits dans les années 90 ou 100.
Rabbi Eliezer était supposé avoir des tendances hérétiques et était en fait excommunié par ses collègues rabbins sur le soupçon d'être un disciple secret du mouvement de Jésus.

#### Le récit selon ToseftaHoullinII, 24
« Histoire de rabbi Eliézer qui fut arrêté pour paroles d'hérésie (minouth) et fut conduit au tribunal pour y être jugé. Le gouverneur (le légat selon d'autres traductions) lui dit: « Un vieillard comme toi s'occupe donc de ces choses ? » Il lui répondit : « Digne de confiance est celui qui me juge ». Le gouverneur pensa qu'il avait dit cela de lui, alors qu'il pensait à son Père qui est dans les cieux. Le gouverneur lui dit : « Puisque tu as confiance en moi, je déclare: il est possible qu'il se trompe, dimissus, tu es libre ». Lorsque rabbi Eliézer fut relâché du tribunal, il se lamenta d'avoir été arrêté pour des paroles d'hérésie. Ses disciples vinrent le trouver pour le consoler, mais il n'accepta aucune consolation. Alors rabbi Aqiba entra et lui dit : « Maître, je voudrais te dire quelque chose pour que tu cesses de te tourmenter ». Il lui dit : « Parle ». Il lui dit : « Peut-être quelque hérétique a prononcé devant toi une parole d'hérésie qui t'a procuré du plaisir ». Il répondit : « Tu m'as évoqué un souvenir : un jour, j'ai rencontré un homme de Kfar Sikhnin qui m'a dit une parole d'hérésie au nom de Jésus ben Pantiri. Et elle me plut. Si j'ai été arrêté c'est pour paroles d'hérésie, car j'ai transgressé l'Écriture (la Torah selon d'autres traductions) [qui dit] : Éloigne du chemin qui conduit vers elle (Pr 5, 8). Rabbi Eliézer avait coutume de dire : « Que l'homme s'éloigne de ce qui est haïssable et de ce qui lui ressemble » », »

## La ville de Jacob
Dans le Talmud palestinien sa ville d'origine est Sama (en Avoda Zara 02:02 IV.I), mais dans le Talmud de Babylone celle-ci est dénommée Sakhnin (Avoda Zara 27b). Les spécialistes considèrent « que le Kefar Sikhnin qui figure en Houllin (II, 24) et le Kefar Sikhnaya des passages parallèles correspondent au Kefar Sama dont il question en Houllin II 22-23, d'autant que la forme Kefar Sikhnaya se trouve aussi dans les passages parallèles de ce dernier texte ». Selon Simon Claude Mimouni, « la forme Kefar Sikhnaya qui figure dans les passages du Talmud et dans le Midrash est plus originale que la forme Kefar Sama du passage de la Tosephta. En effet, la forme Kefar sama n'est qu'une variante de la forme Kefar Sikhnaya : le terme Sama pourrait provenir d'une mauvaise lecture du terme Sikhnaya ; la lettre mem du terme Sama résultant du rapprochement des khaf et nun. »
R. Travers Herford parvient à une conclusion similaire. Saul Lieberman a comparé les plus anciens manuscrits pour identifier les erreurs entre les copies et a conclu que Sakhnin (ou Sikhnaya) était la bonne lecture.
Kefar Sikhnaya est connu pour être le lieu de naissance de rabbi Hanina ben Teradyon (en),, l'un des Dix Martyrs exécutés par le pouvoir romain pour avoir soutenu la révolte de Bar Kokhba, en 135. C'est aussi le lieu de résidence de rabbi Yehoshouah au début du IVe siècle,. Simon Claude Mimouni estime qu'il pourrait s'agir de Sogané, à vingt stades d'Araba dans les environs de Sepphoris, qui est mentionné par Flavius Josèphe,. Toutefois Robert Eisenman estime que la position de cette ville n'est pas connue et qu'il n'est pas sûr qu'elle se trouve en Galilée.
« L'expression Kefar Sikhnaya shel Misraïm (càd. Kefar Sikhnaya « d'Égypte »), que l'on trouve en TB Gittin, 57a est, de l'avis des critiques, à corriger en Kefar Sikhnaya shel nosrim c'est-à-dire des Nazôréens (nom du mouvement regroupant les premiers adeptes de Jésus). » Simon Claude Mimouni estime qu'une meilleure correction est peut-être « Kefar Sikhnaya shel minim, « des hérétiques ». » La localisation de ce lieu présente de nombreuses difficultés « d'autant que, dans un autre passage parallèle de Houllin II, 22-23, en TJ Shabbat XIV, 4, 14d-15a, il est fait mention de Kefar Simaäi, qui est un des lieux que l'on compte du moins d'après TJ Gittin I, 2, parmi les cités « englouties » — c'est-à-dire qui ne doivent plus compter comme « Terre d'Israël » mais comme terre païenne — Peut-être est-ce dû à la présence de chrétiens d'origine juive qui pratiquent une halakhah différente de celle des pharisiens/tannaïtes, notamment en matière de divorce ? »

## Les autresminimjudéo-chrétiens du Talmud
Comme mentionné précédemment, vers la fin du Ier siècle Gamaliel II « raille un juge chrétien d'origine juive afin d'éviter que le peuple ait recours à ses services. »
Pour François Blanchetière, la présentation de Jacob comme un guérisseur renvoie « à la pratique des apôtres faisant couramment référence au nom de Jésus leur maître,. » Pour lui, il s'agit « d'un témoignage que les sages juifs le plus souvent font indirectement allusion à Jésus en réaction à des pratiques ou des idées illustrés dans les évangiles. »
Des passages rapportent aussi une situation où rabbi Joshua ben Levi (en) ayant un proche — un neveu ou un cousin, selon les passages — en danger de mort, le rabbi laisse « un de ceux de ben Pandira » le soigner. Il s'agit de TJ Shabbat XIV, 4, 14d-15a et TJ Aboda Zara II, 2, 40d-41a. Dans ces trois passages la réaction de rabbi Joshua ben Levi est tout autre que celle de rabbi Ishmaël mentionnée ci-dessus. « La mention de rabbi Josué ben Lévi, dans deux des trois passages, permet de situer les faits au IIIe siècle en Palestine. » Pour Simon Claude Mimouni, se trouve ainsi « confirmés la persistance de l'activité missionnaire des chrétiens d'origine juive et leur capacité Thaumaturgique. »
Il est question d'un « Jacob le Min » dans au moins deux autres passages de la fin du IIIe siècle et de la fin du IVe siècle. Il est toutefois possible qu'il s'agisse du même Jacob mis en scène de façon anachronique.
Le Qohelet Rabba (7, 26) parle d'un autre Jacob, celui-là de Kefar Nabouriya en Galilée qui lui est assez clairement identifiable à un nazaréen-ébionite. « Il est vrai qu'il a vécu au IVe siècle, époque où les clivages doctrinaux jouent un rôle déterminant. »

## Le nom de Jésus ben Pantera
Dans ces passages Jésus est appelé une fois Jésus le nazôréen, mais est en général appelé Jésus ben Pantera, c'est-à-dire Jésus fils de Pantera, ou Pentera. Selon Simon Claude Mimouni, pour échapper à la censure chrétienne, la majorité des textes imprimés remplacent Pantera par Peloni, c'est-à-dire « untel ». Au sujet de ce nom de Pandera ou Pantera, les hypothèses avancées sont multiples. « On l'a rapproché du grec pentheros le « beau-père ». On en a fait une déformation du grec parthenos, la « vierge ». » D'autres ont estimé qu'il s'agirait d'un ancien surnom donné à Jésus dont on ne connaîtrait plus la signification.
Origène témoigne dans son Contre Celse que dès la seconde moitié du IIe siècle, les juifs colportaient des rumeurs polémiques au sujet de la naissance illégitime de Jésus, dont le père aurait été un soldat romain du nom de Pandera. « Au IVe siècle, Épiphane affirme dans le Panarion 78, 7, que Pantera a été le surnom de Jacob, le père de Joseph, l'époux de Marie. Dans la Didascalie syriaque, un écrit liturgico-canonique du début du IIIe siècle, la mère de Jésus est fille de Joachim, fils de Pantera, frère de Melchi, de la famille de Nathan et fils de David. » Pour Simon Claude Mimouni, « cette explication paraît assez vraisemblable, d'autant que la Didascalie syriaque rapporte nombre de traditions chrétiennes d'origine juive. » Selon l'historien Thierry Murcia, Panthera serait tout simplement un autre nom (ou le surnom) du père de Jésus : Joseph (évangiles) et Panthera (Discours véritable de Celse, sources rabbiniques) seraient donc un seul et même personnage. Voir également Tiberius Iulius Abdes Pantera.